# 박시백의 조선왕조실록
박시백의 조선왕조실록은 박시백이 글을 쓰고 작화 등을 한 대한민국의 만화이다. 조선사를 조선왕조실록을 토대로 그린 것으로, 작가가 직접 조선왕조실록의 내용을 상고하여 집필하였다. 2003년 7월 조선의 개국을 다룬 개국편이 출간되었고 10년간 500년 역사를 20권의 책에 담아내 2013년 7월 망국편을 끝으로 완간했다. 2015년 6월 22일 개정판으로 재출간되었다. 2013년 8월 부천만화대상 수상 , 2013년 12월 조선일보 올해의 책, 중앙일보 올해의 좋은 책, 한겨레신문 올해의 책, 교보문고 올해의 책으로 선정되었다. 2015년 8월 3일 전자책·앱으로 출시되었으며 ‘2015 대한민국 전자출판대상’에서 전자책 부문 대상을 수상했다.

## 시리즈의 목록
전체 20권으로 구성되어있으며, 제목 옆에 딸린 제목은 각 권의 부제이다.
- 1. 개국 - 새로운 세상을 꿈꾸다
- 2. 태조·정종실록 - 정도전의 개혁과 왕자의 난
- 3. 태종실록 - 왕권을 세우다
- 4. 세종·문종실록 - 황금시대를 열다
- 5. 단종·세조실록 - 반역은 또 다른 반역을 낳고
- 6. 예종·성종실록 - 대신권력에서 대간권력으로
- 7. 연산군일기 - 절대권력을 향한 위험한 질주
- 8. 중종실록 - 조광조 죽고... 개혁도 죽다
- 9. 인종·명종실록 - 문정왕후의 시대, 척신의 시대
- 10. 선조실록 - 조선엔 이순신이 있었다[2]
- 11. 광해군일기 - 경험의 함정에 빠진 군주
- 12. 인조실록 - 명분에 사로잡혀 병란을 부르다
- 13. 효종·현종실록 - 군약신강의 나라
- 14. 숙종실록 - 공작정치, 궁중 암투, 그리고 환국
- 15. 경종·영조실록 - 탕평의 깃발 아래
- 16. 정조실록 - 높은 이상과 빼어난 자질, 그러나…
- 17. 순조실록 - 가문이 당파를 삼키다
- 18. 헌종.철종 실록 - 극에 달한 내우, 박두한 외환
- 19. 고종실록 - 쇄국의 길, 개화의 길[3]
- 20. 망국 - 오백 년 왕조가 저물다[4]

## 같이 보기
- 조선왕조실톡 - 같은 문헌을 원전으로 하는 대한민국의 웹툰